# Fragment wydzielniczy

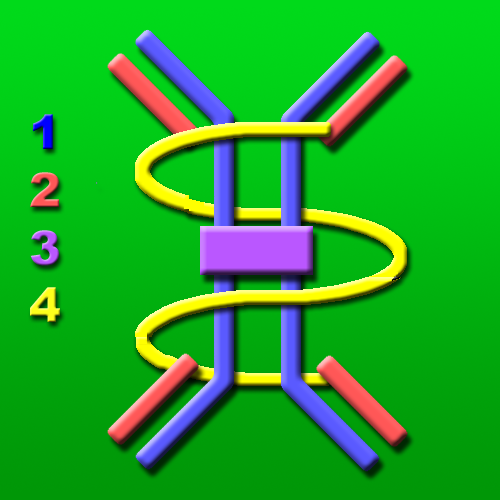
Dimeryczna forma IgA:
1. łańcuch ciężki,
2. łańcuch lekki,
3. łańcuch J,
4. fragment wydzielniczy.

Fragment wydzielniczy (SC, z ang. secretory component) – glikoproteina o masie cząsteczkowej ok. 80 kDa, wchodząca w skład wydzielniczej formy immunoglobuliny A (IgA). Fragment wydzielniczy jest połączony wiązaniem dwusiarczkowym z jednym z dwóch monomerów IgA wchodzących w skład formy wydzielniczej tej immunoglobuliny.
IgA wiąże się z receptorami dla immunoglobulin polimerycznych obecnymi na powierzchni nabłonka jelitowego, co umożliwia transcytozę IgA do światła jelita. W trakcie przechodzenia kompleksu IgA-receptor przez komórkę, fragment receptora jest odcinany, a pozostała jego część stanowi fragment wydzielniczy. Fragment wydzielniczy stabilizuje dimer IgA i chroni go przed degradacją przez enzymy proteolityczne.
Upośledzone wytwarzanie fragmentu wydzielniczego może być powiązana z niektórymi chorobami, np. kandydozą pochwy. Słabsza produkcja SC i wydzielniczych IgA może być też związana z niedożywieniem.